# Tromost
Tromost ili inercija (lat. inertia: tromost) je nepokretnost, negibljivost, nedjelovanje; ustaljenost, nepromjenljivost; pasivnost, lijenost. U fizici, tromost je svojstvo materijalnih tijela opisano 1. i 2. zakonom mehanike. Kada na fizikalno tijelo ne djeluju vanjske sile, ili se vanjske sile uzajamno uravnotežuju, tromost se izražava u tome što tijelo zadržava svoje stanje gibanja ili mirovanja. Kada na tijelo djeluje neuravnotežena vanjska sila, tromost se izražava u tome što se promjena stanja gibanja ili mirovanja tijela zbiva postupno, a ne trenutačno; stanje gibanja mijenja se to polaganije što je tromost tijela veća. Mjera tromosti tijela njegova je masa. Kod mjernih instrumenata, zbog tromosti, promjene mjerenih veličina registriraju se sa stanovitim zakašnjenjem.
Tromost je jedno od osnovnih svojstava svih čestica u svemiru koje imaju masu, to jest masa je mjera tromosti tijela. To se svojstvo manifestira kao opiranje tijela promjeni stanja gibanja, što je izrečeno prvim Newtonovim zakonom. U osnovi, to znači da bi se tijelu promijenio intenzitet brzine i/ili smjer brzine, na to tijelo mora djelovati sila. Uočimo da za promjenu smjera gibanja nije potrebna i promjena intenziteta brzine. Opiranje promjeni stanja gibanja očituje se u pojavi Inercijske sile koju tijelo "osjeća" prilikom ubrzavanja i/ili prilikom gibanja po nepravocrtnoj putanji.

## Zakon tromosti
Zakon tromosti, zakon inercije ili 1. zakon mehanike glasi: 'Svako tijelo ustraje u stanju mirovanja ili jednolikoga gibanja po pravcu dok ga vanjska sila ne prisili da to stanje promijeni".
Galileo Galilei otkrio je taj zakon 1632., a Isaac Newton izrazio ga je 1687. kao prvi aksiom klasične mehanike.

## Objašnjenje
Dobar ilustrativni primjer za slučaj promjene intenziteta brzine je vožnja u automobilu. Svi znaju iz iskustva da prilikom ubrzavanja u vožnji sjedalo pritišće na naša leđa, kao da nas nešto vuče prema natrag, dok prilikom usporavanja nastavljamo s gibanjem prema vjetrobranskom staklu, kao da nas nešto vuče prema naprijed. Učinak je to izraženiji što je veća masa tijela i/ili promjena brzine, to jest ubrzanje.
Vektor inercijalnih sila uvijek gleda u suprotnom smjeru od vektora ubrzanja, a intezitet je jednak {\displaystyle \mathbf {} F_{in}=m\cdot a}. Inercijalne sile su po prirodi masene (volumenske) sile (za razliku od kontaktnih). Takve sile "prožimaju" tijelo u cijeloj njegovoj masi (volumenu) jer djeluju na svaku njegovu česticu; u biti, priroda inercijalnih sila se ni po čemu ne razlikuje od gravitacijskih, osim što su im uzroci različiti. Neke inercijalne sile su od posebnog značaja u analizi gibanja pa imaju i posebno ime: centrifugalna sila, Coriolisova sila.
Masa tijela je prikladna veličina za mjeru tromosti samo kod razmatranja gibanja koje uključuje translaciju (pravocrtno gibanje), međutim, inercijalni učinci se pojavljuju i kod čistog rotacijskog gibanja (stalno mijenjanje smjera gibanja). Sama masa u takvom slučaju nije dovoljno dobra veličina pa se uvodi pojam inercijalnog momenta. Moment inercije ili moment tromosti se definira kao:
{\displaystyle \mathbf {} M_{in}=J\cdot \epsilon }
gdje je: {\displaystyle \mathbf {} J} moment inercije, a {\displaystyle \mathbf {\epsilon } } je kutno ubrzanje u [rad/s2]. Ova je jednadžba potpuna rotacijska analogija formule {\displaystyle \mathbf {} F=m\cdot a}.
Inercijalni moment se može naći i kao moment inercijalne sile za os rotacije gdje se vektor tog momenta može naći pomoću vektorskog umnoška:
{\displaystyle \mathbf {} M_{in}=r\times F_{in}}
gdje je {\displaystyle \mathbf {} r} vektor najkraće udaljenosti pravca vektora inercijalne sile od osi rotacije usmjeren od osi prema sili.

### Moment tromosti
Moment tromosti ili moment inercije (znak I ili J) je fizikalna veličina koja opisuje tromost ili inerciju čestice ili krutoga tijela pri promjeni brzine ili smjera vrtnje; jednaka je zbroju umnožaka mase m i kvadrata udaljenosti r od osi rotacije svake čestice koja čini tijelo:
{\displaystyle I=\sum _{i=1}^{N}m_{i}{r_{i}}^{2}}
Moment tromosti nekog tijela ovisi o obliku tijela, raspodjeli mase, položaju osi rotacije. Primjerice, ako je m masa tijela, r njegov polumjer, a os rotacije ujedno i os simetrije, moment inercije na primjer šupljega valjka ili prstena iznosi:
{\displaystyle I=mr^{2}}

## Inercijski sustav
Inercijski sustav je koordinatni sustav u kojem vrijedi zakon tromosti ili inercije. Svi inercijski sustavi ekvivalentni su, a to se odražava u zakonima sačuvanja impulsa sile, momenta impulsa, energije i stanja gibanja središta masa za izolirani fizički sustav. Ti zakoni sačuvanja upravo i jesu kriterij po kojem se za opisivanje nekoga konkretnoga gibanja odabire inercijski sustav.